# Szólam
A szólam több jelentésű szó.

## A zenében
A szólam a zenemű egyidejűleg megszólaló, harmóniai szempontból összetartozó alkatrészei, amelyeket a csoportos zenélés alkalmával külön-külön énekesek vagy hangszerjátékosok szólaltatnak meg.

## Az irodalomban
A szólam ritmikai szempontból a beszéd kisebb gondolati egysége, amely a tagoló vers egységeit alkotja; két vagy több szó, amely valamilyen nyelvtani viszonyban áll egymással.